# 東梅貞義
東梅貞義（とうばい さだよし、1965 - ）は公益財団法人世界自然保護基金（WWF）ジャパンの事務局長。

## 学歴
1990年国際基督教大学理学科卒、エジンバラ大学大学院修了。

## 履歴
もともと獣医を志願していたが受験に失敗し、国際基督教大学理学科に進学した。在学中にオーストラリアに1年間留学し英会話を習得する。ICU卒業に際し就職内定を辞退して英国エジンバラ大学大学院修士課程に進学し、修士号(Master of Science)を取得。修了後1992年にWWFジャパンに入局。その後は日本国内の重要湿地の保全活動、「黄海エコリージョン国際保全プロジェクト」の発足等に携わる。これらの業績が評価され、自然保護室長、シニアダイレクターを歴任する。アジア太平洋地域23カ国のＷＷＦの自然保護室長を束ねる代表を経て、2020年7月から事務局長を拝命し今日に至る。

## 人物
国際基督教大学時代、キャンパス近隣の野川公園の敷地内にゴミ焼却場を建設する計画が立ちあがったことを知り、環境や景観を損なうことを懸念した。同大のベンジャミン・デューク教授に相談し、有志を集い同教授と共に反対の署名活動を展開した経験がある。熱き情熱を持ち環境保護に献身する熱血漢であり、大切にしている言葉は「Together Possible（一緒なら達成できる）」である。

## 著作
- 「淡水生物多様性と拡大する水リスク : 実効的な水管理へ企業はリーダーシップを」『Business i. ENECO = ビジネスアイエネコ : エネルギーと地球環境の明日を考える経済専門誌』45 (8), 28-31, 2012-08
- 共著「海洋の生物多様性保全と持続可能な利用」東京水産振興会 2011
- 共著「地球環境問題とランドスケープ　　渡り鳥とその生息地保全に係わる国際的活動レベルと地域活動レベルの視点の共有について」『 ランドスケープ研究』66 (2), 102-105, 2002
- 共著「水門を開けば自然はもどるのか?--韓国とオランダの事例から考える 」『科学』71 (7), 929-936, 2001-07
- 「世界の干潟事情とNGOネットワーク」『Front』13 (7), 31-33, 2001-04

## 内部リンク
- 二枚橋衛生組合